# Chaba Zahouania
Chaba Zahouania (en arabe : الشابة الزهوانية), de son vrai nom Halima Mazzi, née le 15 mai 1959 à Oran est une chanteuse algérienne de musique Raï.

## Biographie
Cheba Zahouania, née à Oran, d'un père marocain et d'une mère algérienne,, elle commence sa carrière de chanteuse dans un ensemble féminin de meddaha (ou maddahât, singulier meddaha, sont des ensembles vocaux féminins algériens qui animent les fêtes familiales à Oran). En 1981, elle réalise son premier enregistrement. En 1986, elle connaît son premier succès Raï avec « Khali Ya Khali » (mon oncle, ô mon oncle) qu'elle chante en duo avec Cheb Hamid. Elle consolidera sa notoriété l'année suivante  avec le sulfureux tube, « El Barraka »,  qu'elle chante en duo avec Cheb Hasni. Chanteuse aux albums célèbres, son visage est pourtant inconnue, ses cassettes ont été au départ illustrées de  photographies de magazine. Si elle donne des concerts dès 1987 à Alger, il faudra attendre février 1992 pour voir une de ses premières photographies publiées par le quotidien français Libération.
Au lendemain de l'assassinat de son ami Cheb Hasni survenu à Oran le 29 septembre 1994, elle décide de quitter quelque temps l'Algérie et part s'installer en France. En 1999, elle revient en Algérie et réalise de nombreux duos avec des stars du Raï, dont Cheb Abdou.
En 2005, elle se voit offrir par le président algérien Abdelaziz Bouteflika, un séjour à La Mecque pour réaliser son premier pèlerinage. En 2006, elle se met à chanter sur son expérience religieuse vécue à la Mecque. L'amour et le social sont les deux thématiques des chansons de Zahouania.
Elle excellera, aussi bien dans le registre du Raï traditionnel des cheikhât, que dans le raï moderne. Avec sa voix gutturale et voluptueuse, elle compte parmi les grandes figures du Raï d'aujourd'hui. Elle est la seule chanteuse qui a eu une expérience dans les trois statuts de chanteuse d'Oranie : Meddaha, Chikha, et une Chaba (jeune interprète du Raï).

## Discographie
- 2003: H Bibi Darha Biya.
- 2002: El Baraka.
- 2002: Zahouania.
- 2002: Samahni Ya Zine.
- 1997: Rythm N Raï.
- 1995: Formule Raï.
- 1988: Nights Without Sleeping.

### Collaboration
- Rachid System (Feat. Rim'K).
- Wourini Win Rak Tergoud
- Mazelt Fi lbal
- Ya Lala Torkia
- Amitiés Sacrée (Feat, TLF).
- La Route Du Soleil (Feat, Rim'K (Maghreb United)
- Dansa Danse (Feat Jessy Matador).